# The Guardian Life Insurance Company of America
The Guardian Life Insurance Company of America — взаимная страховая компания США, специализируется на страховании жизни и медицинском страховании.

## История
Компания основана в 1860 году иммигрантом из Германии Хьюго Везендонком (Hugo Wesendonck) для страхования членов немецкой диаспоры в США; первоначально называлась Germania Life Insurance Company. В 1868 году стала первой страховой компанией США, открывшей отделение в Европе, к началу XX века почти половину выручки давала зарубежная деятельность. В 2001 году компания объединилась с Berkshire Life Insurance Company.

## Деятельность
Из выручки 11,7 млрд долларов в 2020 году на страховые премии пришлось 9 млрд долларов, на инвестиционный доход — 2,4 млрд. Страховые выплаты составили 5,2 млрд. Активы на конец года составили 68 млрд, из них 62 млрд пришлось на инвестиции.
В списке крупнейших компаний США Fortune 500 за 2021 год Guardian заняла 227-е место.